# Занасабелье (озеро)
Занасабелье (Заносабелье, Занособолье) — озеро в Лядской волости Плюсского района Псковской области.
Площадь — 0,081 км² (8,1 га). Максимальная глубина — 4,0 м, средняя глубина — 2,6 м.
В озеро впадает ручей Холодный, а вытекает ручей Белка (приток реки Яни). На берегу озера населённых пунктов нет.
Тип озера был определён как окуневый, где водятся рыбы: щука, окунь, вьюн.
Для озера характерно: отлогие, низкие частично заболоченные берега; дно илистое; сплавины, коряги.

## Исторические сведения и этимология
Первое упоминание озера находится в писцовой книге 1571 года при описании половины деревни Занасабелье помещика Ондрея Иванова сына Харламова.

«Вопчей дер. в Занасабельи с Васильем сь Еремеевым на Ондрееву выть обжа пуста, засеву в поле 5 четвертей, а в дву то-ж, сенного закосу 2 копъны; да под тою-ж деревнею вопчи с Васильем сь Еремеевым озеро Занасабелье, а рыбы в нём никаки нет, в длину из лука стрелити, а поперек пол-стрелбища.»— [РГАДА, Ф. 137, Оп. 1, Новгород, № 8, лл. 221, 221 об.] текст приведён по редакции: «Новгородские писцовые книги, изданные императорской Археографической комиссией», т. 5, СПб, 1905 г., ред. С. К. Богоявленский.
В писцовой книге сохранилось также описание и второй половины этой деревни Занасабелье (за помещиком Васильем Ивановым сыном Еремеева), но упоминания об озере в нём отсутствует. Зато там приведено название речки из этого озера вытекающей — Сабелка (ныне — просто Белка).

«[…] да у того же усадища отхожые пожни в Белском погосте на реки на Сабелки: Кирилов Луг, Студеная Вода, Подосье, Песье Болото, сена 50 копен.»— [РГАДА, Ф. 137, Оп. 1, Новгород, № 8, л. 205 об.] текст приведён по редакции: «Новгородские писцовые книги, изданные императорской Археографической комиссией», т. 5, СПб, 1905 г., ред. С. К. Богоявленский.
В писцовой книге 1584 года бывший участок Василья Еремеева этой деревни записан как пустошь «на Сабелье» также без упоминания об озере. Бывший же участок Ондрея Харламова с описанием озера назван как пустошь «Занасабелье» (что можно объяснить как пустошь за пустошью, что на реке Сабелке; и, соответственно, озеро за пустошью, что на реке Сабелке).

«(Пу), что была деревня Занасабелье, и поросником поросла, пашни в поле середние земле обжа, а в дву по тому ж, да под тою же деревнею озерко на мху Занасабелье, рыбные ловли нет.»— [РГАДА, Ф. 1209, Оп. 1, № 967, л. 53]